# Santibáñez de Ecla
Santibáñez de Ecla là một đô thị trong tỉnh Palencia, Castile và León, Tây Ban Nha. Theo điều tra dân số 2004 (INE), đô thị này có dân số là 87 người.